# Rju Čun-jol
Rju Čun-jol (hangul: 류준열, * 25. září 1986) je jihokorejský herec.

## Drama
- 2015: The Producers (film)
- 2015: Reply 1988

## Filmy
- 2015: Socialphobia
- 2016: SORI: Voice from the Heart
- 2016: One Way Trip